# Dinidorinae

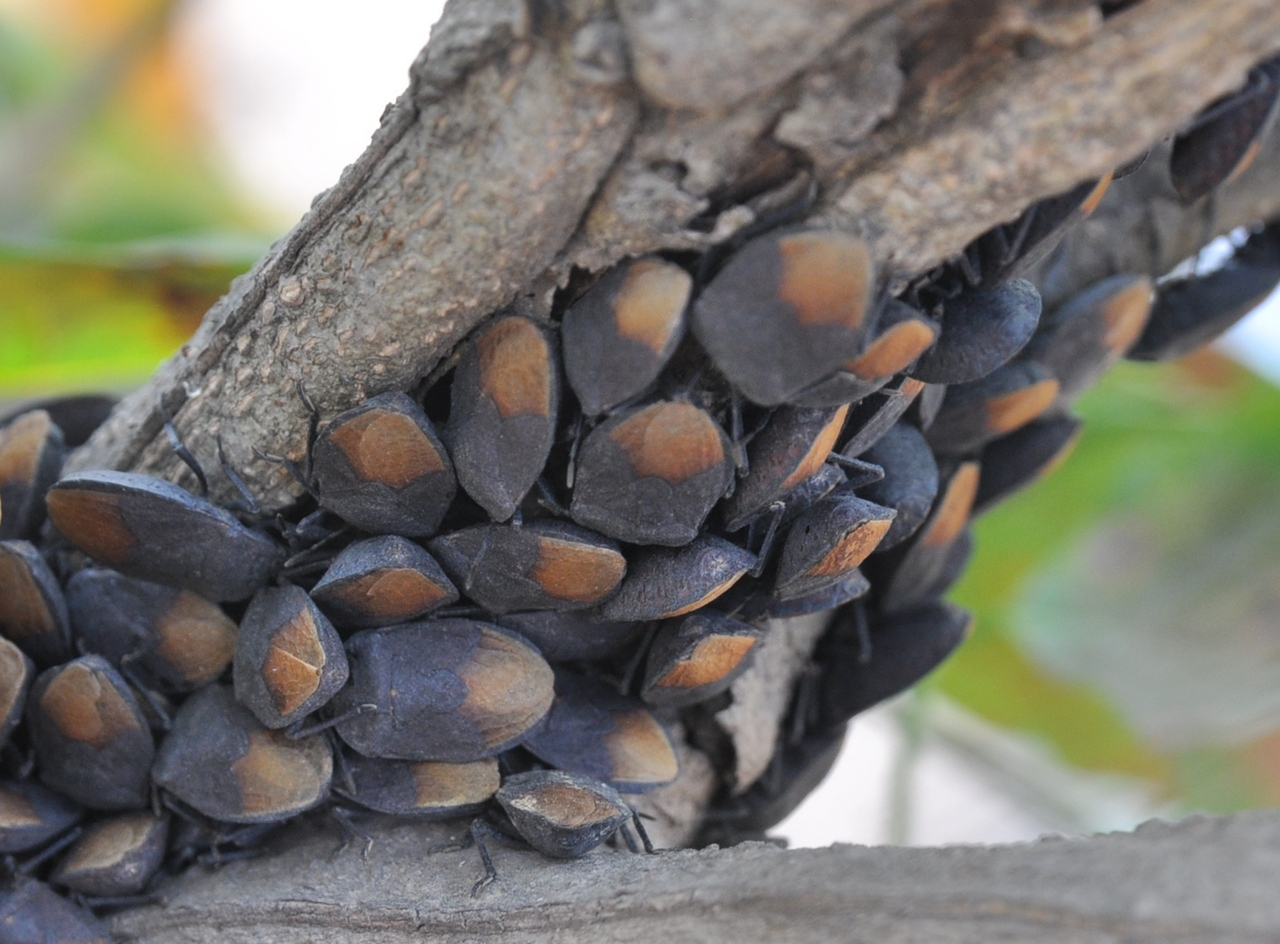
Agregacja Cyclopelta siccifolia

Dinidorinae – podrodzina pluskwiaków z podrzędu różnoskrzydłych i rodziny Dinidoridae. Obejmuje 83 opisane gatunki, sklasyfikowane w 12 rodzajach. Wszystkie są fitofagami ssącymi soki roślin.

## Morfologia
Pluskwiaki dużych rozmiarów, przysadzistej budowy, kształtu jajowatego lub eliptycznego, o opływowym zarysie, pozbawione kolców czy płatów na bokach głowy, przedplecza i listewki brzeżnej odwłoka. Wierzch ciała jest gładki, pozbawiony guzków. Czułki zbudowane są z czterech lub pięciu członów, z których przynajmniej dwa przedwierzchołkowe są spłaszczone. Trójkątna w zarysie tarczka pozbawiona jest wcisków w kątach przednio-bocznych. Większość gatunków jest długoskrzydłych, ale rodzaj Sagriva ma półpokrywy skrócone, dochodzące tylko do drugiego segmentu odwłoka. Odnóża najczęściej mają kolce zredukowane do postaci spikuli. Stopy zbudowane są u Thalmini z dwóch, a u pozostałych plemion z trzech członów. Odwłok ma przetchlinki drugiego segmentu u większości gatunków zasłonięte przez metapleury. Trichobotria rozmieszczone są na sternitach od trzeciego do siódmego w parach na zgrubieniach położonych za każdą z przetchlinek.
Stadia larwalne mają ujścia grzbietowych gruczołów zapachowych odwłoka zlokalizowane pomiędzy tergitami czwartym i piątym oraz piątym i szóstym, natomiast między tergitami trzecim i czwartym występuje zamiast ujść blizna.

## Ekologia i występowanie
Wszystkie gatunki są fitofagami ssącymi. Większość związana jest pokarmowo z dyniowatymi, a część z bobowatymi.
Większość przedstawicieli rodziny zamieszkuje strefy tropikalną i subtropikalną Starego Świata, a więc krainy orientalną, etiopską i madagaskarską. Dwa znane z krainy orientalnej gatunki stwierdzono również w krainie australijskiej. Wyjątkiem na tle podrodziny jest rodzaj Dinidor ograniczony do Ameryki Południowej w krainie neotropikalnej.

## Taksonomia
Takson ten wprowadzony został w 1867 roku przez Carla Ståla w randze podrodziny w obrębie tarczówkowatych. Do rangi osobnej rodziny wyniesiony został w 1955 roku przez Dennisa Lestona. W 1987 roku P.S.S. Durai dokonała podziału Dinidoridae na podrodziny Dinidorinae i Megymeninae, w obrębie tej pierwszej wyróżniając plemiona Dinidorini i Thalmini. W 2014 roku trzecie plemię, Amberianini, wprowadzone zostało przez Jerzego Adriana Lisa i Annę Kocorek.
Podrodzina ta obejmuje 83 opisane gatunki, sklasyfikowane w 12 rodzajach i trzech plemionach:
- plemię: Amberianini Lis & Kocorek, 2014
  - Amberiana Distant, 1911
- plemię: Dinidorini Stål, 1868
  - Colpoproctus Stål, 1870
  - Colporidius Lis, 1990
  - Coridiellus Lis, 1990
  - Coridius Illiger, 1807
  - Cyclopelta Amyot & Serville, 1843
  - Dinidor Latreille, 1829
  - Patanocnema Karsch, 1892
  - Sagriva Spinola, 1850
- plemię: Thalmini Nuamah, 1982
  - Folengus Distant, 1914
  - Thalma Walker, 1868
  - Urusa Walker, 1868